# Outkast
OutKast fue un dúo de southern rap estadounidense fundado en Atlanta, Georgia (Estados Unidos) en el año 1992 por André 3000 y Big Boi. Es ampliamente considerado uno de los dúos más influyentes en la historia del rap.

## Biografía
Andre 3000 (Andre Benjamin) y Big Boi (Antwan Patton) se conocieron en el instituto de East Point en Atlanta. Ahí empezaron a hacer sus primeras letras, con las que se ganaron el respeto de sus compañeros. Formaron en 1992 Outkast, siendo muy pronto fichados por los productores Organized Noize Productions, creadores de éxitos para TLC y Xscape. Firmaron por la discográfica local LaFace, con la que justo al acabar el instituto grabaron el sencillo "Player's Ball" (1994). Tan sólo seis semanas después de salir al mercado conseguían el disco de oro, lo que les sirvió para darse prisa en crear un álbum. Ese mismo año lanzaron Southernplayalisticadillacmuzik, disco que entró en el Top 20 y llegando al disco de platino. Se extrajeron los sencillos "Ain't no thang" y "Southernplayalisticadillacmuzik".
En 1996 salía al mercado ATLiens, que conseguía el álbum de platino gracias al sencillo "Elevators (Me & You)", una de las canciones más sonadas de ese verano. Aquemini apareció en 1998, llegando al número dos y siendo doble platino, a pesar de que ninguno de sus sencillos irrumpió con fuerza fue catalogado con buenas críticas. El álbum contenía el tema "Rosa Parks", con el que grupo pretendía reivindicar a la pionera de los derechos raciales. Su cuarto álbum, Stankonia, se editó a finales de 2000, que contenía los sencillos "B.O.B." y "Ms. Jackson". En 2003 crearon el doble álbum Speakerboxxx/The Love Below. De todos los temas despunta sin duda el éxito "Hey Ya!" que se convirtió en uno de los éxitos del año, y fue incluido por la revista Rolling Stone como una de las mejores 500 canciones de la historia. En el álbum hay colaboraciones con Sleepy Brown, Ludacris, Jay-Z, Lil' Jon, Javier del Val y Norah Jones entre otros. Otros sencillos extraídos del disco fueron "Roses" y "The Way You Move". En 2007 sacaron a la venta el disco Idlewild que hace de banda sonora en la película que han protagonizado André 3000 y Big Boi, Life in Idlewild. Del álbum se extrajeron los sencillos "Mighty O" e "Idlewild Blues".

### Hiatus y carrera como solistas
En 2007, después del sexto álbum con el nombre de OutKast, Idlewild, Big Boi anunció planes para lanzar un álbum en solitario. Si bien había lanzado un álbum solista anterior en Speakerboxxx, todavía estaba técnicamente bajo el nombre de OutKast. El álbum se tituló más tarde Sir Lucious Left Foot: The Son of Chico Dusty. El primer sencillo promocional del álbum, "Royal Flush", se lanzó en 2007 y contó con Raekwon y André 3000. Después de muchos retrasos y contratiempos, el álbum finalmente se lanzó internacionalmente el 5 de julio de 2010. Entre los artistas invitados se encuentran la cantante Janelle Monáe; El nuevo grupo de Big Boi, Vonnegutt; además de los raperos T.I. y B.o.B. El disco recibió el reconocimiento general de la mayoría de los críticos de música, ganando elogios por su sonido inventivo, estilo musical variado y las letras de Big Boi. En una entrevista de julio de 2010 para The Village Voice, Big Boi reveló que estaba trabajando en el álbum complementario de Sir Lucious Left Foot, titulado Daddy Fat Sax: Soul Funk Crusader, donde afirmó que "tal vez tenía alrededor de seis canciones" y que estaba "planeando hacer un montón de muestras de saxo, tenor, soprano y, probablemente, tener al menos un par de saxofonistas en el estudio para el próximo disco". El proyecto evolucionó más tarde en el álbum de 2012, Vicious Lies and Dangerous Rumours.
André 3000 volvió a rapear en 2007, después de una pausa en el género, apareciendo en varios remixes, entre ellos: "Walk It Out", "Throw Some D's", "You", "30 Something" de Jay-Z, y canciones originales como "International Players Anthem" de UGK, "What a Job" de Devin the Dude", "Everybody" de Fonzworth Bentley, y con Big Boi "Royal Flush" y el sencillo "Lookin For Ya". También apareció en el álbum de John Legend, Evolver, en la pista "Green Light", que se lanzó el 28 de octubre de 2008. Antes del lanzamiento, Benjamin comentó: "Va a ser una sorpresa para muchos fanáticos de John Legend. porque escucharan a un John más alegre de lo que la gente cree que es. En realidad me alegró escucharlo. Esta es una canción genial de John Legend". Benjamin ha declarado que está haciendo un álbum de rap en solitario, y que la respuesta que ha habido a sus remixes es parte de la motivación para hacerlo. 
En septiembre de 2011, se anunció que OutKast se mudó a Epic Records tras una reestructuración dentro de Sony Music Entertainment. Epic Records está encabezado por LA Reid, quien ha trabajado con Outkast en el pasado. 
En 2012, Andre 3000 interpretó a Jimi Hendrix en una película biográfica titulada "Jimi: All Is by My Side", que se estrenó el 26 de septiembre de 2014.

## Discografía
- 1994: Southernplayalisticadillacmuzik
- 1996: ATLiens
- 1998: Aquemini
- 2000: Stankonia
- 2003: Speakerboxxx/The Love Below
- 2006: Idlewild

## Premios

### Grammys
| Año  | Título                      | Categoría                          | Género |
| ---- | --------------------------- | ---------------------------------- | ------ |
| 2001 | Ms. Jackson                 | Mejor actuación rap de dúo o grupo | Rap    |
| 2001 | Stankonia                   | Mejor álbum rap                    | Rap    |
| 2002 | The Whole World             | Mejor actuación rap de dúo o grupo | Rap    |
| 2003 | Hey Ya!                     | Mejor actuación urban/alternative  | R&B    |
| 2004 | Speakerboxxx/The love below | Álbum del año                      |        |
| 2004 | Speakerboxxx/The love below | Mejor álbum rap                    | Rap    |